# كين إيواسي
كينْ إيواسي (باليابانية: 岩瀬 健) (8 يوليو 1975 في غونما في اليابان – )؛ هو لاعب كرة قدم ياباني سابق كان يلعب كلاعب وسط.

## وصلات خارجية
- كين إيواسي على موقع رابطة كرة القدم اليابانية للمحترفين (اليابانية)
- كين إيواسي على موقع قاعدة بيانات كرة القدم.إي يو (الإنجليزية)
- كين إيواسي على موقع Soccerway.com (الإنجليزية)
- كين إيواسي على موقع عالم كرة القدم.نت (الإنجليزية)